# 樋端久利雄
樋端 久利雄（といばな くりお、1903年（明治36年）8月1日 - 1943年（昭和18年）4月18日）は、日本の海軍軍人。海兵51期首席、海大甲種33期首席。海軍甲事件で戦死し、一階級特進で最終階級は海軍大佐。

## 経歴
1903年（明治36年）8月1日、香川県白鳥本町で農業を営む父・樋端荒吉と母・モトの六人兄弟の第五子、三男として生れる。大川中学校を経て、1920年（大正9年）8月26日、海軍兵学校第51期入校。同期に小園安名、山本祐二、大井篤らがいる。樋端は兵学校の前後数クラスで群を抜いた秀才であり、将来を嘱望されていた。しかし、人柄は一見鋭さを感じさせないもので、思考に集中しているときは口元が締まらずぼんやりしているように見え、特に体力的に恵まれていたわけではなかった。しかし、全校生徒が参加した弥山登山競技では1位となった。1923年（大正12年）7月14日、海軍兵学校51期を首席で卒業。少尉候補生、練習艦「磐手」乗組。1924年（大正13年）12月、海軍少尉に任官。戦艦「長門」乗組。
1926年（大正15年）9月、第15期飛行学生着任。横須賀海軍航空隊付。水上機母艦「能登呂」乗組。霞ヶ浦海軍航空隊教官。1928年12月30日、井上繁則（海軍大佐）の娘・千代と結婚。1929年（昭和4年）、フランス駐在日本大使館付武官補佐官。軍令部付国際連盟代表随員としてジュネーブ軍縮会議に同行。1932年（昭和7年）、横須賀海軍航空隊分隊長。樋端の考案した九二式爆撃照準器が採用される。1933年（昭和8年）12月1日、海軍大学校（甲種33期）を入学、 1935年（昭和10年）10月、首席で卒業。
樋端は空母の飛行機は全部集め集団として使用し、総合的に攻撃力を発揮すべきとした。教官だった小沢治三郎は「俺に航空戦術を教えてくれたのは山岡三子夫、樋端久利雄、それから木田達彦」と語っている。軍令部第1部第1課部員兼出仕。支那方面艦隊兼第三艦隊参謀。兼中支那派遣軍参謀。誤爆によるパネー号事件が起こる。重慶爆撃では、敵も迎撃するが、爆撃機と戦闘機で向かっては不利だから敵戦闘機の燃料が十分でなくその燃料が途切れるまで待ってから爆撃を敢行する「樋端ターン戦法」で戦果を上げ、「泣く子も黙る」と樋端の部隊は新聞で取り上げられた。1938年（昭和13年）12月、連合艦隊参謀。部下の作成した書類を細かく訂正することで知られた吉田善吾連合艦隊司令長官も樋端の作成したものを訂正することはほとんど無かった。1939年（昭和14年）11月15日、海軍中佐に進級、第十五航空隊飛行長。
1940年（昭和15年）11月15日、海軍省軍務局第1課Ａ局員。1941年（昭和16年）12月8日、太平洋戦争開戦。1942年（昭和17年）11月20日、連合艦隊航空甲参謀。1943年（昭和18年）4月18日、山本五十六連合艦隊司令長官に随行し、前線視察のため訪れていたブーゲンビル島上空で、乗機「一式陸上攻撃機」をアメリカ陸軍航空軍「P-38戦闘機」に撃墜され戦死し（海軍甲事件）、海軍大佐に特進した。樋端の戦死が知らされると若手将校たちから「長官に代わりはあるが、樋端に代わる人材がいるか、日露戦争において日本海海戦を大勝利に導いた秋山真之参謀に匹敵するとも言われる逸材を失った海軍の損失は余りにも大きい」との声があがった。源田実は「この人に全海軍の作戦を預けて存分にその明快極まる脳味噌を働かせてもらいたかった。この人がもっと永く生き残り、もっと働ける立場にあったならば、太平洋戦争の様相はもっと変わっていたかもしれない」という。